# Nhân Thuận Vương hậu
Nhân Thuận Vương hậu (chữ Hán: 仁順王后; Hangul: 인순왕후; 27 tháng 6, 1532 - 12 tháng 2, 1575), hay Ý Thánh Đại phi (懿圣大妃), là Vương phi của Triều Tiên Minh Tông, vị quân chủ thứ 13 của nhà Triều Tiên.

## Tiểu sử
Xuất thân từ Thanh Tùng Thẩm thị (靑松沈氏), bà sinh vào ngày 25 tháng 5 (tức ngày 27 tháng 6 dương lịch), vào năm Triều Tiên Trung Tông, thứ 27 (1532), là con gái của Thanh Lăng Phủ viện quân Thẩm Cương (沈鋼) và Hoàn Sơn Phủ phu nhân Toàn Châu Lý thị (全州李氏), hậu duệ của Triều Tiên Thái Tổ.
Vào năm 1544, bà gả cho Khánh Nguyên đại quân Lý Hoàn làm chính phu nhân, không rõ phong hiệu cụ thể của bà, chỉ biết nếu là phối ngẫu của Đại quân thì sẽ là Phủ phu nhân. Khi Khánh Nguyên đại quân lên ngôi, tức Triều Tiên Minh Tông, thì Phủ phu nhân Thẩm thị trở thành Vương phi.
Năm 1551, bà sinh hạ Thuận Hoài Thế tử, nhưng sang năm 1563 thì Thế tử qua đời. Không có con thừa kế, Minh Tông buộc phải nhận con của Đức Hưng Đại viện quân là Hà Thành quân Lý Công làm dưỡng tử. Sau khi Minh Tông qua đời, Thế tử Lý Công tức vị, trở thành Triều Tiên Tuyên Tổ.
Tuyên Tổ tuân theo lễ pháp, tôn Vương phi Thẩm thị làm Vương đại phi, huy hiệu là Ý Thánh Vương đại phi (懿圣王大妃), bà trở thành nhiếp chính trong thời gian niên thiếu của Tuyên Tổ.
Năm 1575, ngày 2 tháng 1 (tức ngày 12 tháng 2 dương lịch), Đại phi Thẩm thị qua đời ở Thông Minh điện (通明殿) trong Xương Khánh cung, hưởng thọ 45 tuổi (tuổi mụ), an táng tại Khang lăng (康陵). Thụy hiệu đầy đủ là Tuyên Liệt Ý Thánh Nhân Thuận vương hậu (宣烈懿聖仁順王后).

## Hậu duệ
- Vương tử

1. Thuận Hoài Thế tử [順懷世子, 1551 - 1553], mất sớm.

## Gia tộc
- Tổ phụ: Thẩm Liên Nguyên (沈連源), tặng Lãnh nghị chính, thụy Trung Huệ công (忠惠公).
- Tổ mẫu: Khánh Châu Kim thị (慶州金氏), tặng Trinh Kính phu nhân.
- Ngoại tổ phụ: Toàn Thành quân Lý Đỗi (李薱), hậu duệ của Hiếu Ninh Đại quân Lý Bổ, con trai thứ của Triều Tiên Thái Tổ.
- Ngoại tổ mẫu: Đông Lai Trịnh thị (東萊鄭氏), tặng Trinh Kính phu nhân.
  - Thân phụ: Thẩm Cương (沈鋼; 1514 - 1567), tặng Lãnh nghị chính, tước Thanh Lăng Phủ viện quân (青陵府院君), thụy hiệu Dực Hiếu công (翼孝公).
  - Thân mẫu: Toàn Châu Lý thị (全州李氏; 1512 - 1559), danh Hi Khánh (希慶), tước hiệu Hoàn Sơn Phủ phu nhân (完山府夫人).
    - Em trai: Thẩm Nhân Khiêm (沈仁謙; 1533 －1580)
    - Em trai: Thẩm Nghĩa Khiêm (沈義謙; 1535 － 1587)
    - Em trai: Thẩm Lễ Khiêm (沈禮謙; 1537 －1598)
    - Em trai: Thẩm Trí Khiêm (沈智謙; 1540 － 1568)
    - Em trai: Thẩm Tín Khiêm (沈信謙; 1542 － 1596)
    - Em trai: Thẩm Trung Khiêm (沈忠謙; 1545 － 1594)
    - Em trai: Thẩm Hiếu Khiêm (沈孝謙; 1547 － 1600)
    - Em trai: Thẩm Đễ Khiêm (沈悌謙; 1550 － 1589)
    - Em gái: Thẩm thị, tên Tuất Trinh (戌貞), tặng làm Thục phu nhân (淑夫人). Lấy Nhậm Vinh Lão (任榮老; 1540 - 1593), bổn quán Phong Xuyên, tặng Thông chính đại phu, Thừa Chính viện Đô thừa chỉ, Hành thông huấn đại phu Tông Bộ tự chính.